# Gelber Wau
Der Gelbe Wau (Reseda lutea), auch Gelbe Rauke oder Gelbe Resede genannt, ist eine Pflanzenart aus der Gattung Reseda innerhalb der Familie der Resedagewächse (Resedaceae). Sie ist in Europa weit verbreitet.

## Beschreibung und Ökologie

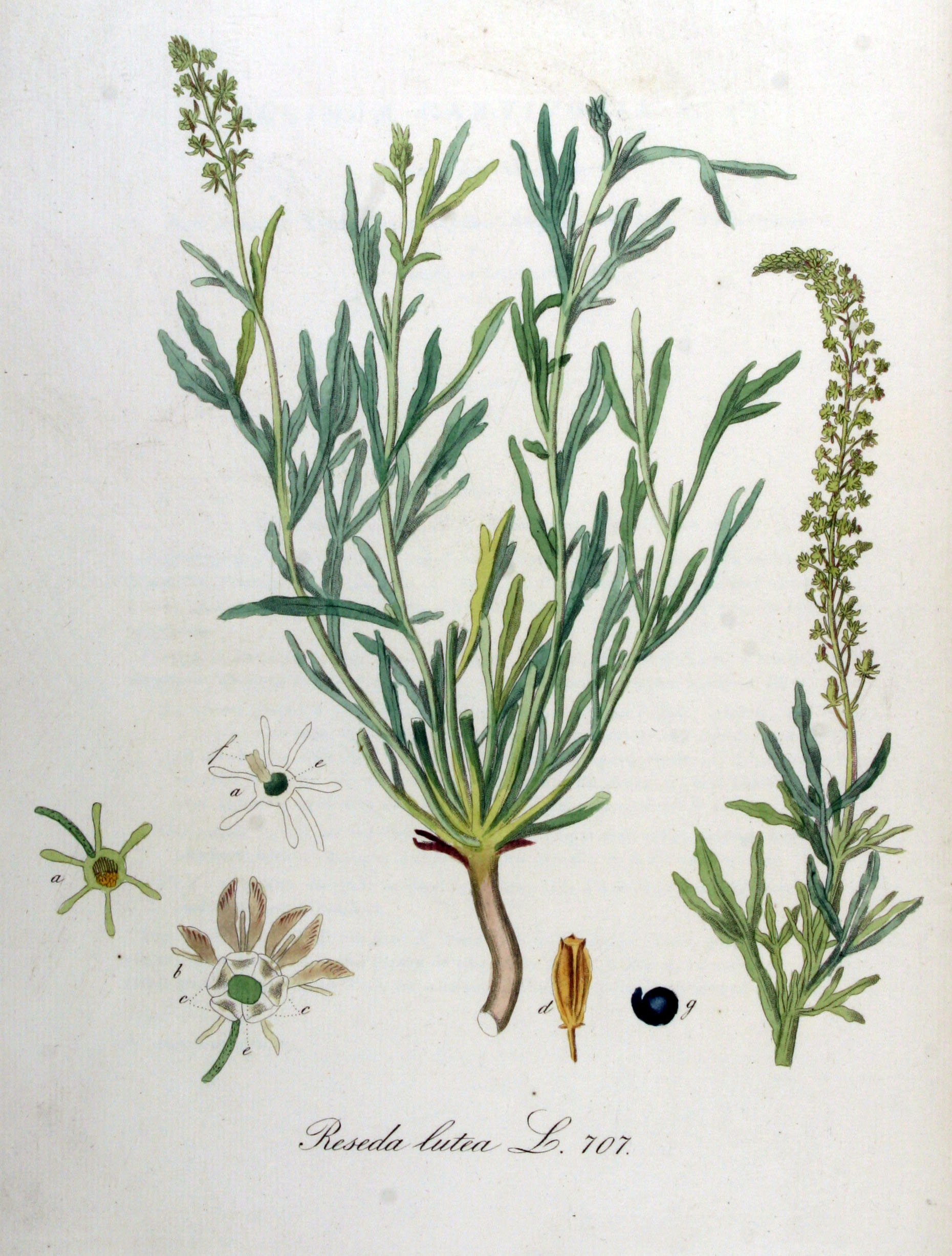
Illustration

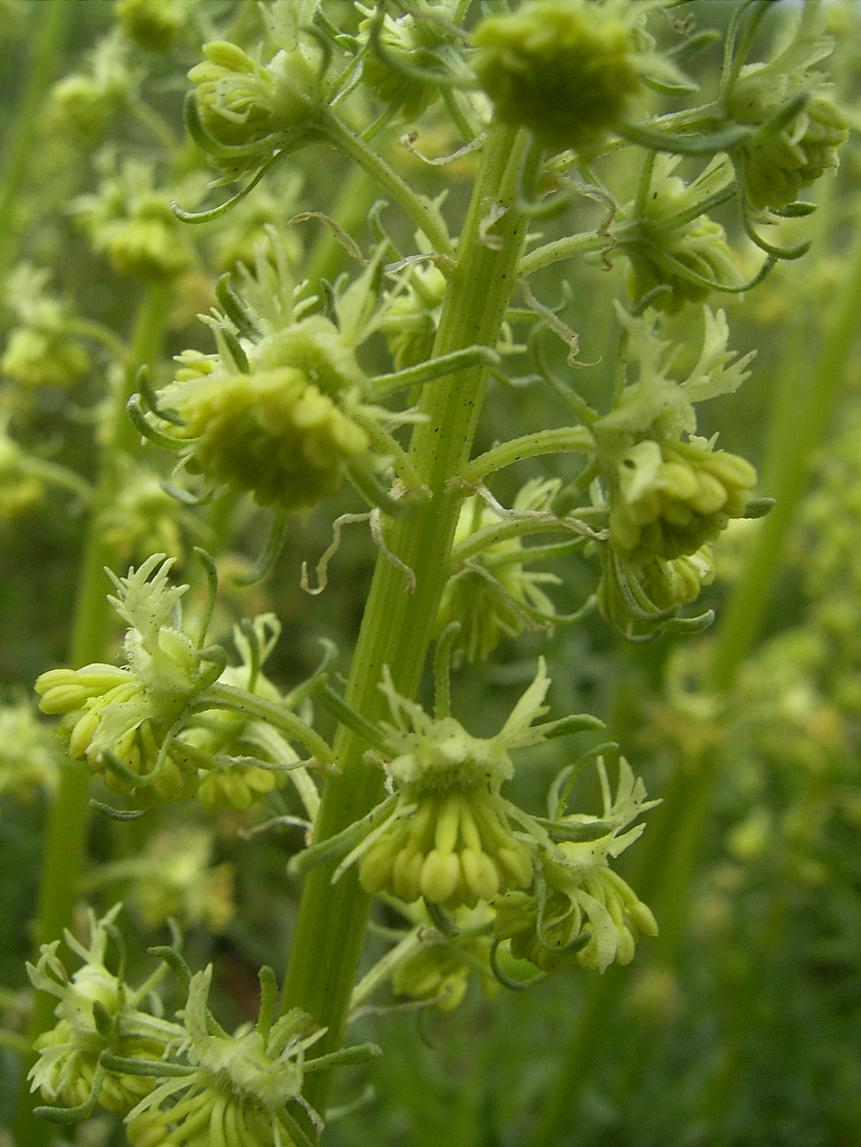
Blüten

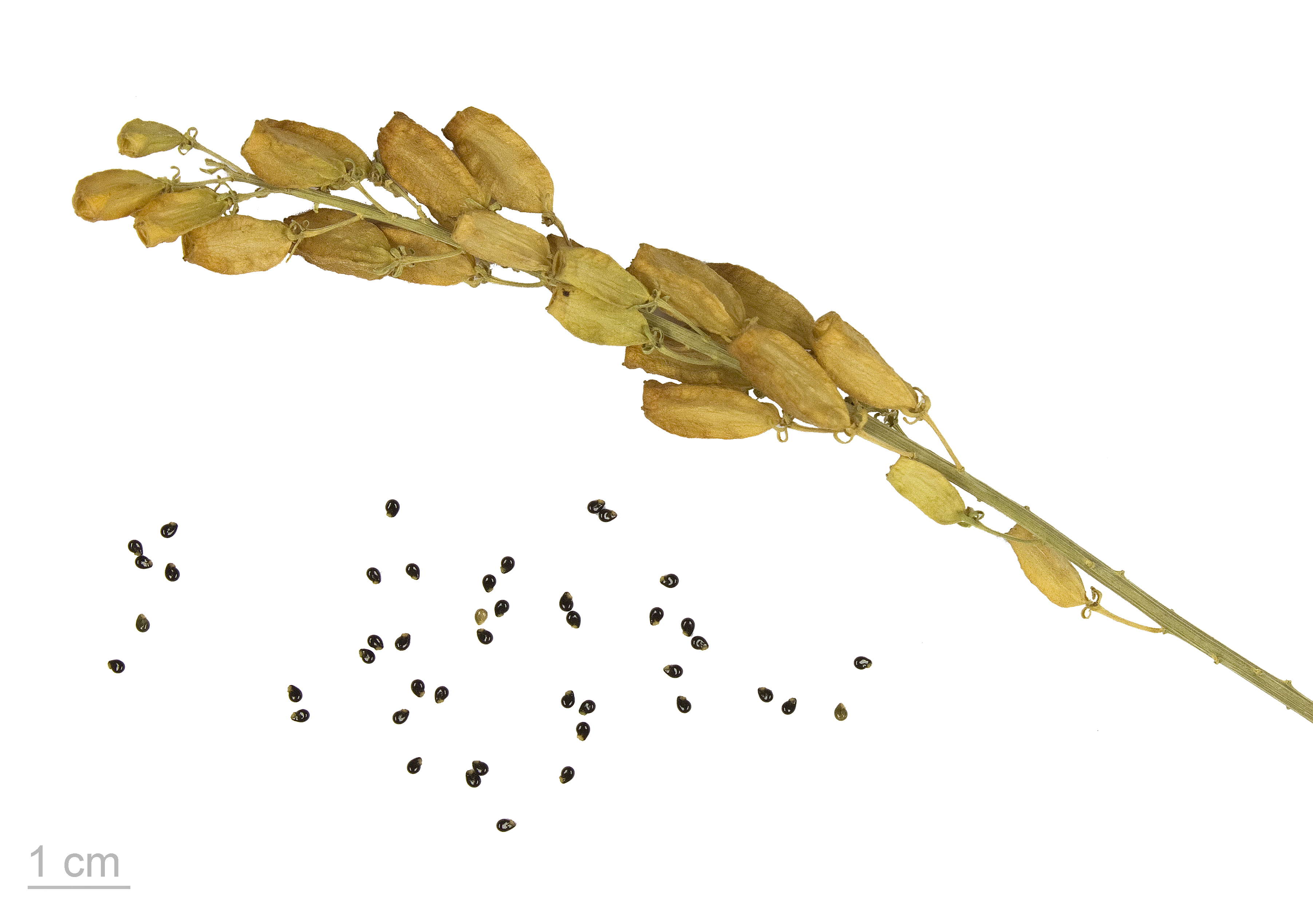
Kapselfrüchte und Samen

### Vegetative Merkmale
Der Gelbe Wau wächst als sommergrüne, einjährige bis ausdauernde krautige Pflanze und erreicht Wuchshöhen von 30 bis 70 Zentimetern. Der aufrechte, reich beblätterte Stängel kann einfach oder verzweigt sein. Der Gelbe Wau besitzt ein- bis zweifach fiederteilige oder dreiteilige Laubblätter mit langen, schmalen Abschnitten und schmalem, meist welligem oder krausem Rand. Die Grundblätter sind rosettenartig angeordnet. Sie verwelken relativ bald.

### Generative Merkmale
Die Blütezeit erstreckt sich von Juni bis Oktober. Die Blüten stehen an Blütenstielen in anfangs kurzen, später verlängerten dichtblütigen traubigen Blütenständen. Die zwittrigen, geruchlosen Blüten sind selten fünf-, meist sechszählig mit doppelter Blütenhülle. Die selten fünf-, meist sechs Kronblätter sind hellgelb. Die Staubblätter öffnen sich nacheinander und führen Wachstumsbewegungen aus.
Die aufrechten Kapselfrüchte sind mit einer Länge von 8 bis 15 Millimetern länglich. Die Samen sind 1,6 bis 1,8 Millimeter lang, eiförmig, glatt, glänzend schwarzbraun mit gelblichem Nabelwulst.
Die Chromosomenzahl beträgt 2n = 48.

## Ökologie
Die Bestäubung erfolgt durch Insekten, auch Selbstbestäubung kommt vor.

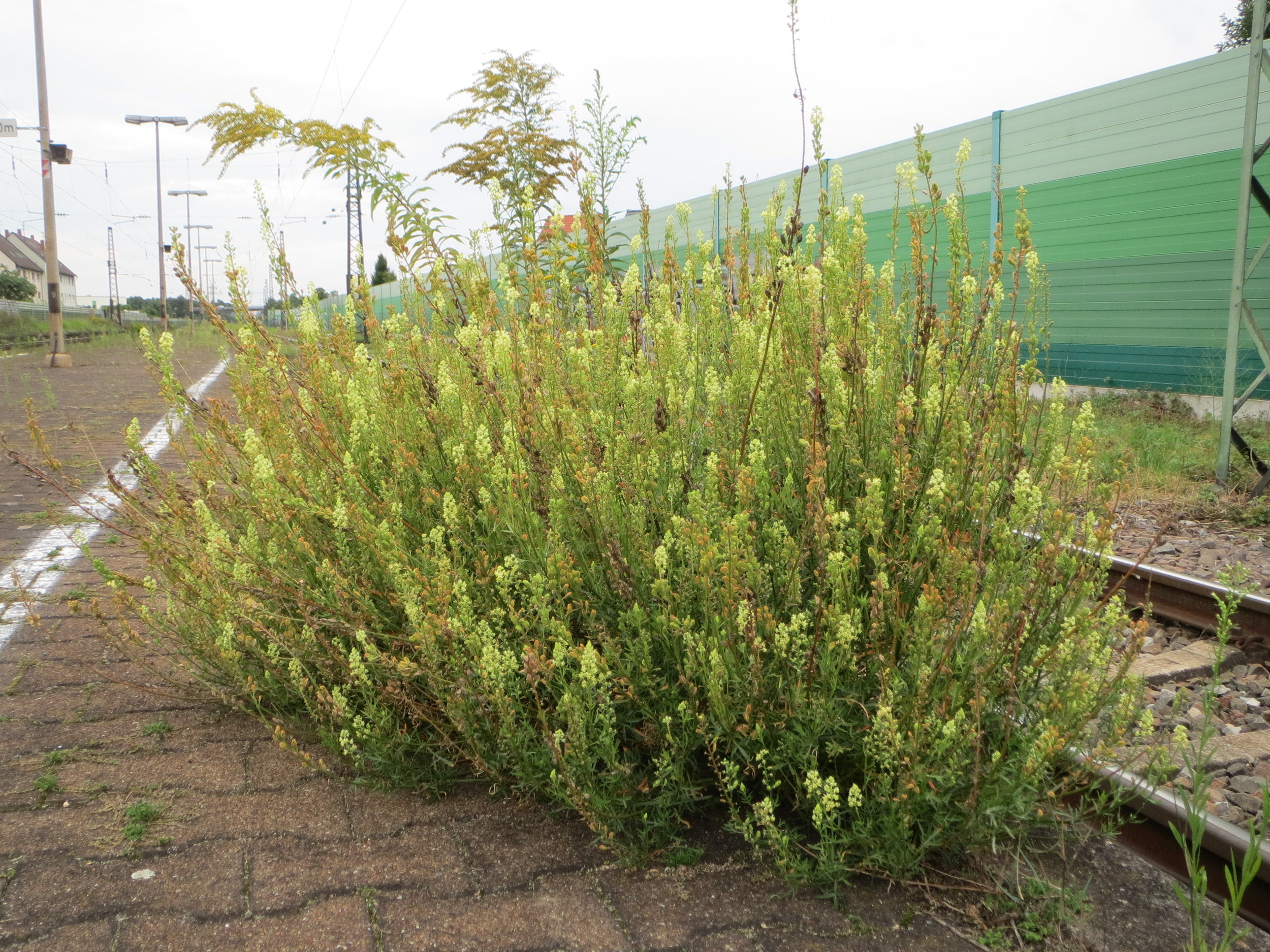
Der Gelbe Wau im Habitat am Bahnhof Oftersheim (Baden-Württemberg)

## Vorkommen
Der Gelbe Wau ist in Europa weitverbreitet. Sein Verbreitungsgebiet reicht von Makaronesien, Nordafrika, Süd-, Mittel- und Osteuropa bis in Kaukasusraum, Westasien, Zentralasien und Sibirien. Er ist in weiteren Ländern ein Neophyt.
In Österreich ist er sehr häufig. In Deutschland kommt er im Süden verbreitet, im Norden als Neophyt zerstreut (besonders an Bahnstrecken und in Häfen) vor. Er gehört in Deutschland zu den Archäophyten. In Mitteleuropa fehlt er im Tiefland und in den höheren Mittelgebirgen gebietsweise, nach Osten wird er etwas seltener; sonst tritt er in Mitteleuropa zerstreut auf, und man findet ihn dort oft in kleineren, individuenarmen, lockeren, aber auffälligen Beständen.
Der Gelbe Wau kommt bevorzugt in nährstoffreichen Stauden- und ausdauernden Unkrautfluren vor, besiedelt daneben aber auch halbruderale Queckenrasen trockenwarmer Standorte sowie Trocken- und Halbtrockenrasen. Er ist eine Rohboden-Pionierpflanze. Er wächst in der collinen bis montanen Höhenstufe. In den Allgäuer Alpen steigt er im Kleinwalsertal zwischen der Auenhütte und der Ifenhütte westlich Hirschegg bis zu 1420 m Meereshöhe auf. 
Er besiedelt Ödland, Wegränder und Bahnschotter, Steinbrüche und Dämme; in Kiesgruben und auf Äckern findet man ihn selten. Er bevorzugt lockere Pionier- und Unkrautfluren vor allem der Ordnung Onopordetalia.
Der Gelbe Wau ist eine Halblichtpflanze, ein Trockniszeiger, auf mäßig stickstoffreichen Standorten wachsend und eine Ordnungscharakterart wärmebedürftiger und Trockenheit ertragender Ruderalfluren (Onopordetalia acanthii) meist im Echio-Melilotetum.
Der Gelbe Wau gedeiht am besten auf nährstoffreichen, lockeren, steinigen oder sandigen Lehmböden, er geht aber auch auf Grus oder Schotter. Er steigt bei St. Moritz in Graubünden bis 1800 Meter, in den Seealpen bis 2000 Meter Meereshöhe auf.
Die ökologischen Zeigerwerte nach Landolt et al. 2010 sind in der Schweiz: Feuchtezahl F = 2 (mäßig trocken), Lichtzahl L = 4 (hell), Reaktionszahl R = 4 (neutral bis basisch), Temperaturzahl T = 4+ (warm-kollin), Nährstoffzahl N = 4 (nährstoffreich), Kontinentalitätszahl K = 4 (subkontinental).

## Inhaltsstoffe
Die Wurzel enthält Glucotropaeolin. Die Blüten enthalten Luteolosid, im Kraut ist Luteolin und das Karotinoid Rhodoxanthin nachgewiesen.